# Ngày Quốc khánh (Liban)

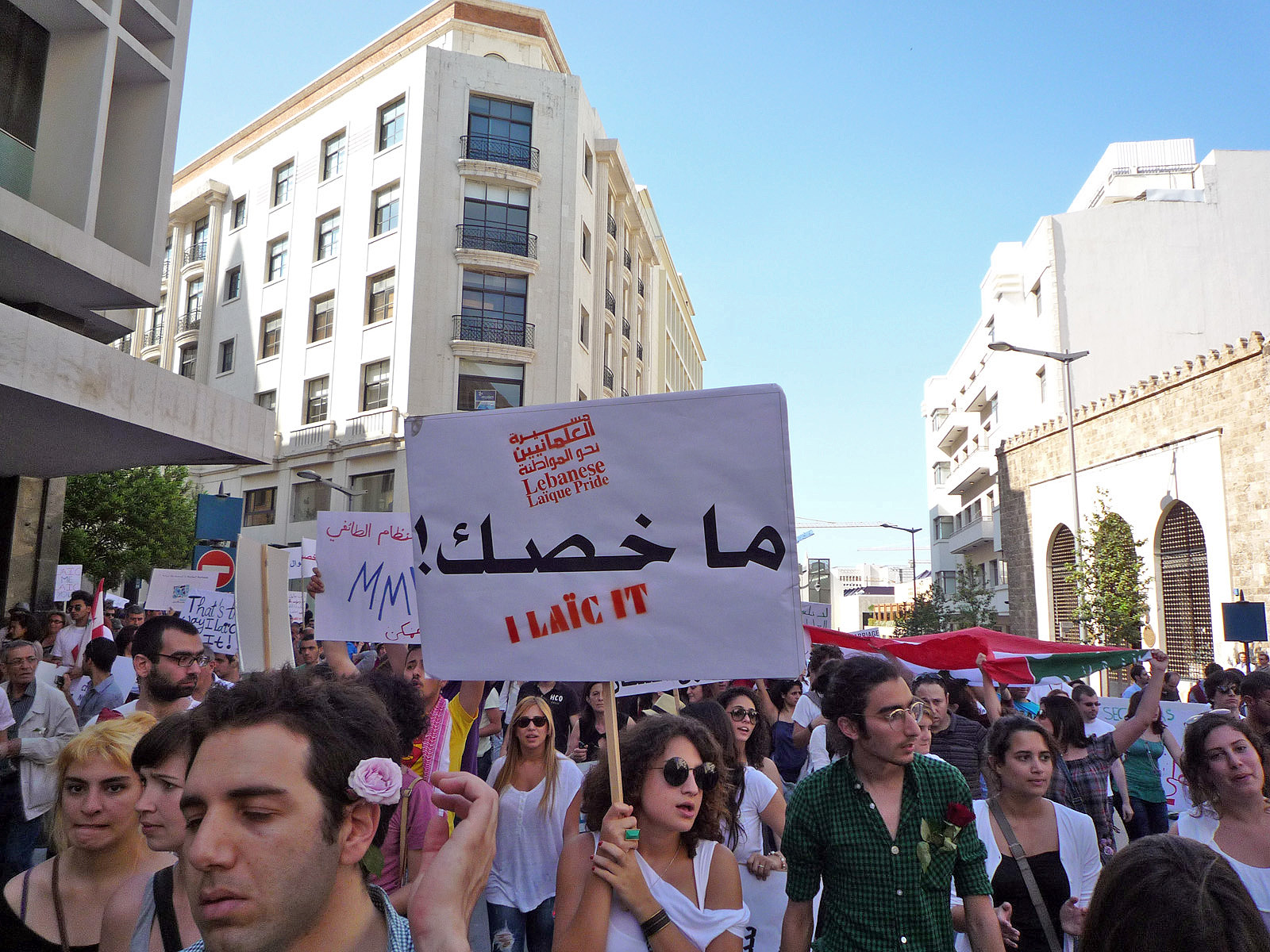

Ngày quốc khánh Liban (tiếng Ả Rập: عيد الإستقلال اللبناني Eid Al-Istiqlal, lit. "Lễ hội độc lập") (tiếng Pháp: Independence du Liban) là ngày quốc khánh 
Liban, kỷ niệm vào ngày 22 tháng 11 để kỷ niệm ngày kết thúc Đế quốc Pháp Pháp ủy cho Syria và Lebanon vào năm 1943.

## Trước quốc khánh
Trong khi người Lebanon luôn đấu tranh giành độc lập từ các cường quốc bên ngoài kể từ thời Cựu Ước, cuộc đấu tranh hiện đại giành độc lập của Lebanon có thể bắt nguồn từ sự xuất hiện của Fakhr-al-Din II vào giữa thế kỷ 16, một người đứng đầu Druze, người đã trở thành lãnh đạo địa phương đầu tiên trong một nghìn năm để đưa các giáo phái lớn của Núi Lebanon vào sự tương tác bền vững. Fakhr-al-Din cũng đưa Tây Âu trở lại Núi Lebanon. Du khách người Pháp Laurent ďArvieux đã quan sát các tòa nhà thương mại khổng lồ của Pháp ở Sidon, trung tâm chính trị của Fakhr-al-Din, nơi tập trung rất đông người Hồi giáo, Maronites, Kitô giáo Chính thống và người Do Thái xen kẽ. Dưới sự cai trị của ông, các ấn phẩm in được giới thiệu và các linh mục dòng Tên và nữ tu Công giáo khuyến khích mở trường học trên khắp đất. Ảnh hưởng ngày càng tăng, sự bất tuân và tham vọng của Fakhr-al-Din đe dọa lợi ích của Ottoman. Quân đội Thổ Nhĩ Kỳ Ottoman đã chiếm được Fakhr-al-Din và ông đã bị xử tử tại Istanbul năm 1635.
Để đối phó với một vụ thảm sát Maronite bởi Druze trong cuộc nội chiến năm 1860, 6000 lính Pháp đã đổ bộ gần Beirut để bảo vệ các cộng đồng Maronite. Quốc vương Ottoman không có lựa chọn nào khác ngoài việc chấp thuận cuộc đổ bộ của Pháp tại Beirut và xem xét tình trạng của Núi Lebanon. Năm 1861, Ottoman và năm cường quốc châu Âu (Anh, Pháp, Nga, Áo và Phổ) đã đàm phán một hệ thống chính trị mới cho Núi Lebanon trong một ủy ban
bởi Mehmed Fuad Pasha, Bộ trưởng Ngoại giao Ottoman. Ủy ban quốc tế đã thành lập một tòa án để trừng phạt các lãnh chúa Druze vì tội ác chiến tranh và ủy ban này đã đồng ý thêm về một tỉnh tự trị của Núi Lebanon. Vào tháng 9 năm 1864, người Ottoman và người châu Âu đã ký kết "tổ chức règlement" xác định thực thể mới, bao gồm cả khuyến nghị của Pháp về một hội đồng đa xã được bầu để cố vấn cho thống đốc.
Đại diện bầu cử và trọng số nhân khẩu học thô của thành viên xã được thành lập sau khi thành lập tỉnh tự trị Mount Lebanon. Một quá trình bầu cử hai giai đoạn đã được hoàn thiện trong nhiều thập kỷ, với việc bỏ phiếu kín được giới thiệu vào năm 1907. Mount Lebanon trở thành hội đồng tỉnh Ottoman duy nhất được bầu cử dân chủ, đại diện cho các thành viên của các giáo phái lớn. Cuộc bầu cử cho một phần ba số ghế trong hội đồng diễn ra cứ hai năm một lần. Thống đốc của Núi Lebanon, một người Công giáo không thuộc Maronite từ bên ngoài, thuộc cấp bộ trưởng Ottoman với tước hiệu Pasha, mặc dù chỉ là một bước so với một thống đốc tỉnh đầy đủ. Chủ tọa các thẩm phán của các tòa án quận là từ cùng một giáo phái là nhóm tôn giáo lớn nhất trong quận, với các phó thẩm phán đại diện cho hai nhóm lớn nhất tiếp theo. Các quyết định của tòa án phải có sự tham gia của Chủ tịch Tòa án và ít nhất một thẩm phán khác. Hệ thống này tạo điều kiện cho Maronite làm quen, tái hòa nhập Druze và hòa giải giáo phái ở Mount Lebanon.

Với sự khởi đầu của Thế chiến I, Vương quốc Ottoman bắt đầu tan rã. Người Ottoman sợ độc lập Ả Rập. Đáp lại, Ottoman đã bãi bỏ tỉnh tự trị Mount Lebanon vào năm 1915, đặt các cộng đồng miền núi dưới sự cai trị của quân đội khẩn cấp. Cuộc đàn áp lên đến đỉnh điểm vào ngày 6 tháng 5 năm 1916, với sự treo cổ của 14 nhà hoạt động và nhà báo, bao gồm những người ủng hộ độc lập cả Ả Rập và Lebanon, Kitô hữu và Hồi giáo, giáo sĩ và người thế tục. Vị trí của các hang treo ở trung tâm Beirut được gọi là Quảng trường Liệt sĩ, ngày nay là tâm điểm của biểu hiện chính trị công cộng Lebanon. Sự tôn trọng đối với chính quyền Ottoman trong cộng đồng địa phương đã sụp đổ sau sự kiện này. Người Ottoman đã tịch thu ngũ cốc từ Levant trong chiến tranh, dẫn đến một nạn đói lớn. Một nửa dân số của núi Lebanon đã bị xóa sổ. Both Schilcher and Khalife estimated up to 200,000 deaths in the mountain.

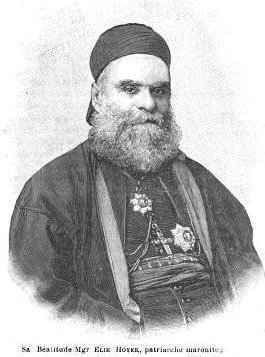
Patriarch Elias al-Huwayyik in 1899.

### Một bản sắc Phoenician
Sau sự đàn áp của Ottoman, người Ả Rập đã chán ngấy với sự cai trị của Ottoman. Sau khi người Thổ Nhĩ Kỳ bị trục xuất khỏi Levant vào cuối Thế chiến I, Quốc hội Syria ở Damascus tuyên bố độc lập và chủ quyền đối với một khu vực cũng bao gồm Lebanon vào năm 1920. Tại Beirut, báo chí Kitô giáo bày tỏ thái độ thù địch với các quyết định của Quốc hội Syria. Những người theo chủ nghĩa dân tộc Lebanon đã sử dụng cuộc khủng hoảng để triệu tập một hội đồng gồm các nhân vật Kitô giáo ở Baabda tuyên bố nền độc lập của Lebanon vào ngày 22 tháng 3 năm 1920. Despite these declarations, the region was divided among the victorious British and French according to the Sykes-Picot agreement.